# ایمره سانتو
ایمره سانتو (انگلیسی: Imre von Santho; ۱ ژانویهٔ ۱۹۰۰ – ۱ ژانویهٔ ۱۹۴۵) عکاس اهل مجارستان بود.